# Котвица
Котви́ца (пол. kotwica, буквально: «якорь»), Знак сражающейся Польши (пол. Znak Polski Walczącej) — знак в форме якоря, где буква P означает «Польша» (пол. Polska), а W — «сражающаяся» (пол. walcząca), символ надежды на независимость. Широко использовался во времена Второй мировой войны.
Знак Котвицы, наряду с лозунгом «Работай медленно» изображался на стенах и тротуарах оккупированной Польши. Также он изображён на груди орла в гербе Конфедерации независимой Польши. С 2014 года присутствует на знаках польской войсковой части Коммандос.
В июне 2014 года Сейм Республики Польша принял закон о защите Знака сражающейся Польши. В соответствии с законом Котвица является символом борьбы польского народа с немецкими захватчиками и оккупантами во время Второй мировой войны, является национальной ценностью и защищена в связи с историческим наследием. Уважение символа стало обязанностью каждого гражданина Польши, а публичное оскорбление карается штрафом.

## Появление знака
Истоки появления знака следует искать в борьбе пропаганды между воюющими сторонами во Второй мировой войне. В 1940 году в рамках укрепления патриотического духа и сопротивления нацистской Германии в Англии появился новый лозунг «Victory» (англ. победа).
Это подбадривало союзников, которые с ужасом наблюдали за рядом побед нацистской Германии. Но немецкая пропаганда начала использовать знак «V» в целях нацистской Германии для продвижения лозунга «Sieg» (нем. победа).

### «V» как Verloren
В результате немецкой пропаганды в странах завоёванной Европы стал появляться символ «V». Польское подполье пыталось дезорганизовать эту деятельность, добавляя «erloren» к «V», что в совокупности давало немецкое слово Verloren (проигравший, потерянный, обречённый).
В Варшаве на Адольф-Гитлер-Плац, немцы, чтобы сломить патриотический дух поляков, построили сооружение, символизирующее большой знак «V», но они не смогли спасти его от уничтожения — оно было сожжено разведчиком польского подполья. Изображения со знаком «V» начинают исчезать примерно в 1943 году, что было связано с поражением в блицкриге.

### Конкурс подполья
Котвица, как знак польской борьбы, появился в Варшаве 20 марта 1942 года. Он был выбран из 27 предложений, представленных на конкурс подполья, объявленный Бюро информации и пропаганды Главной комендатуры Армии Крайовой. Одним из инициаторов был Чеслав Михалски.
Из числа представленных на конкурс две композиции были признаны лучшими: «Котвица» и «Скрещённые мечи Грюнвальда». При выборе учитывались простота исполнения и патриотическое произношение.
Победителем стал проект Котвицы, автором которого была инструктор-харцер Анна Смоленская с псевдонимом Ханя, студентка-искусствовед из подпольного Варшавского университета.

### Печать издательства Р. Вегнера
| Печать издательства Польши с титульной страницы «Охота на морских чудовищ», 1927 | Печать издательства Польши с обложки книги «Охота на морских чудовищ», 1927 |
| Печать издательства Польши из книги «Охота на морских чудовищ», 1927             |                                                                             |

В первые годы немецкой оккупации Ежи Яблоновский (бывший адъютант маршала Юзефа Пилсудского) обратился к дочери покойного Рудольфа Вегнера Ирене Рыботицкой с просьбой разрешить использовать печать Польского издательства Р. Вегнера с обложки книги «Охота на морских чудовищ» в качестве символа борьбы с оккупантом.

[Ежи Яблоновский]: Вы знаете… ПОЛЬША СРАЖАЕТСЯ — и нам нужен ещё свой символ, эмблема, герб. Эти две буквы PW переплетаются в один знак. Ваше издательство «Wydawnictwo Polskie» имеет те же самые начальные буквы WP, что и наше PW. Посмотрите на печать на обложке: буквы переплетаются в якорь (символ надежды), не представляю себе лучшего изображения этих двух букв, как это сделано у вас.
Что бы Вы сказали, если бы мы использовали это как Знак сражающейся Польши? Даже название книги соответствует. В конце концов мы охотимся на чудовищ только во имя исторической справедливости.
Оригинальный текст (пол.)[Jerzy Jabłonowski]: Wiecie... POLSKA WALCZY - wiadomo, ale musimy jeszcze mieć swój symbol, emblemat, godło, znak rozpoznawczy, niby podpis czy pieczęć. Te dwa inicjały PW splecione graficznie jako własny znak. Otóż wasza firma „Wydawnictwo Polskie” ma te same litery początkowe „WP” jak nasze „PW”. Spójrzcie na ten wasz znak na okładce: inicjały wystylizowane w kształt kotwicy (kotwica to symbol nadziei), nie wyobrażam sobie lepszego zestawienia tych dwóch liter, jak na tej waszej okładce.
Co byś powiedziała gdybyśmy to użyli jako godło Polski Walczącej? Nawet tytuł książki się zgadza. Wszak polujemy tylko na potwory w imię sprawiedliwości dziejowej.

Во время войны часть польского населения чётко связывала Котвицу с печатью Польского издательства. Сходство и даже идентичность обоих символов также привлекло внимание гестапо, которое провело обыск в штаб-квартире издательства и приказало закрасить печать во всех книгах, предназначенных для распространения.

## Галерея
- Флаг на ул. 3-го Мая в Гдыне по случаю 65-й годовщины начала Польской кампании вермахта, 1 сентября 2004.
- Котвица на Кресте Армии Крайовой.
- Котвица на Варшавском повстанческом кресте.
- Котвица на гербе Ломянки (с 2009 года).
- Котвица на нашивке войсковой части Коммандос.